# Eligijus
Eligijus ist ein litauischer männlicher Vorname, abgeleitet von Eligius.

## Namensträger
- Eligijus Masiulis (* 1974),  Politiker, Mitglied des Seimas und Verkehrsminister